# Gavnø Slot
Gavnø Slot (eller Gavnø på øen af samme navn) ligger i Karrebæk Fjord sydvest for Næstved. Gården nævnes første gang i Valdemar 2.'s privilegium for Sankt Peders Kloster i Næstved af 1205. Den ligger på Gavnø i Vejlø Sogn i Næstved Kommune. Hovedbygningen er opført i 1402-1408, udbygget i 1584-1663-1682 og ombygget til det nuværende rokokoslot i 1755-1758. Parken er på 8 hektar.
Gavnø Gods er på 2.300 hektar med Vejløgård, Tinghøjgård og Sofusminde.
Gavnø Slot har sit eget slotsbryggeri, der er Danmarks eneste, og som har til huse i en af baroniets bygninger.
I 2014 optrådte det Kongelige Teaters Verdensballet på slottet.

## Ejere af Gavnø
- (1205-1231) Sankt. Peders Kloster
- (1231-1330) Kronen
- (1330-1340) Marqvard von Stove
- (1340-1375) Hans Lykke
- (1375-1402) William Steeg
- (1402-1536) Sankt. Agnete Nonnekloster
- (1536-1583) Kronen
- (1583-1605) Hans Lindenov
- (1605-1634) Holger Lindenov
- (1634-1642) Hans Lindenov
- (1642-1653) Henrik Lindenov
- (1653-1657) Sidsel Lunge, gift Lindenov
- (1657-1663) Jacob Hansen Lindenov
- (1663-1667) Niels Trolle
- (1667-1682) Helle Rosenkrantz, gift Trolle
- (1682-1702) Knud Thott
- (1702-1703) Ursula Marie Putbus, gift Thott
- (1703-1716) Jytte Dorthe Thott, gift Gjøe (Gøye) / Sophie Thott / Anna Hedevig Thott, gift Brahe
- (1716-1730) Sophie Thott / Anna Hedevig Thott, gift Brahe
- (1730-1736) Anna Hedevig Thott, gift Brahe
- (1736-1737) Birgitte Skeel gift Krabbe
- (1737) Iver Rosenkrantz / Birgitte Restorff / Otto Thott
- (1737-1785) Otto greve Thott
- (1785-1797) Holger Reedtz-Thott
- (1797-1862) Otto lensbaron Reedtz-Thott
- (1862-1923) Kjeld Thor Tage Otto lensbaron Reedtz-Thott
- (1923-1927) Otto lensbaron Reedtz-Thott
- (1927-1941) Holger Gustav Tage baron Reedtz-Thott
- (1941-1961) Axel Gustav Tage baron Reedtz-Thott
- (1961-) Gavnø Fonden (hovedbygningen)
- (1961-1973) Axel Gustav Tage baron Reedtz-Thott (avlsgården og godset)
- (1973-) Otto Tage Henrik Axel baron Reedtz-Thott (avlsgården og godset)